# Civil Air Patrol
Pour les articles homonymes, voir CAP.

Cocarde

La Civil Air Patrol (CAP) est un auxiliaire civil de l'US Air Force.  Elle fut créée le 1er décembre 1941 avec le Major Général John F. Curry à sa tête quelques semaines avant que les États-Unis n'entrent en guerre. Pendant le conflit, le but était de faire participer l'aviation civile à l'effort de guerre et non de la maintenir au sol comme cela fut le cas en Grande-Bretagne. La patrouille civile assura ainsi des missions de surveillance le long des côtes et d'acheminement du  courrier. La Civil Air Patrol est créditée d'avoir signalé 173 sous-marins ennemis et d'avoir coulé deux U-boots allemands durant la Seconde Guerre mondiale. 
Aujourd'hui[Quand ?], la CAP est une entité bénévole dédiée à l'éducation aéronautique et à des services d'intérêt nationaux. Organisation basée sur le volontariat, elle regroupe des gens au profil très varié. Elle réalise trois missions clés : secours d'urgence dont la recherche et l'assistance, éducation aéronautique pour le public et programmes de formation pour les jeunes. Depuis les attentats du 11 septembre 2001, la CAP s'est également vu attribuer des missions de soutien dans le cadre du programme de sécurité nationale. Elle assure de nouveau des missions de courrier. La Civil Air Patrol réalise aussi des missions indépendantes pour le compte d'agences gouvernementales ou privées comme pour les polices locales ou la Croix-Rouge.

## Source
- (en) Cet article est partiellement ou en totalité issu de l’article de Wikipédia en anglais intitulé « Civil Air Patrol » (voir la liste des auteurs).